# Bùi Thế Lân
Bùi Thế Lân (1932 – 2014), nguyên là một tướng lĩnh của Quân lực Việt Nam Cộng hòa, cấp bậc Thiếu tướng. Ông xuất thân từ trường Sĩ quan Trừ bị được mở ra ở Nam phần dưới thời Quốc gia Việt Nam. Ra trường, ông được chọn phục vụ Lực lượng Thủy quân lục chiến thuộc Quân chủng Hải quân. Trong thời gian tại ngũ ông chỉ phục vụ đơn vị của mình. Ban đầu là một sĩ quan Trung đội trưởng. Mười tám năm sau ông đã là một tướng lĩnh Tư lệnh Binh chủng Thủy quân Lục chiến (1972 – 1975).

## Tiếu sử & Binh nghiệp
Ông sinh vào tháng 11 năm 1932, là thứ năm trong một gia đình thương nhân khá giả tại Hà Nội. Thời niên thiếu, ông đã học qua các trường Trung học Chu Văn An và Dũng Lạc ở Hà Nội. Năm 1952, ông tốt nghiệp Trung học chương trình Pháp với văn bằng Tú tài 1 (Part I).

### Quân đội Quốc gia Việt Nam
Tháng 10 năm 1953, thi hành lệnh động viên ông nhập ngũ vào Quân đội Quốc gia, mang số quân: 52/700.453. Theo học khóa 4 Cương Quyết tại trường Sĩ quan Trừ bị Thủ Đức, khai giảng ngày 7 tháng 11 năm 1953. Ngày 1 tháng 6 năm 1954 mãn khóa tốt nghiệp với cấp bậc Thiếu úy. Ra trường, ông được phân bổ vào Lực lượng Bộ binh Hải quân, giữ chức vụ Chỉ huy cấp Trung đội, rồi cấp Đại đội thuộc Tiểu đoàn 1 Thủy quân Lục chiến.

### Quân đội Việt Nam Cộng hòa
Đầu năm 1958, sau hơn 2 năm từ Quân đội Quốc gia chuyển sang phục vụ Quân đội Việt Nam Cộng hòa, ông được thăng cấp Trung úy, giữ chức vụ Tiểu đoàn phó Tiểu đoàn 1 Thủy quân Lục chiến. Đầu năm 1960, ông được cử giữ chức vụ Tham mưu trưởng Liên đoàn Thủy quân Lục chiến.
Ngày 1 tháng 6 năm 1961, ông được thăng cấp Đại úy và được chỉ định làm Tiểu đoàn trưởng Tiểu đoàn 4. Tháng 9 năm 1963, ông được lệnh bàn giao Tiểu đoàn 4 lại cho Đại úy Lê Hằng Minh để lên đường đi du học khóa Chỉ huy và Tham mưu cao cấp tại căn cứ Thủy quân Lục chiến Quantico, Tiểu bang Virginia, Hoa Kỳ.
Sau cuộc Chỉnh lý nội bộ các tướng lãnh trong Hội đồng Quân nhân Cách mạng vào cuối tháng 1 năm 1964 để lên cầm quyền của tướng Nguyễn Khánh. Giữa tháng 3 mãn khóa về nước, ông được cử làm Tham mưu trưởng Lữ đoàn Thủy quân Lục chiến thay thế Thiếu tá Trần Văn Nhựt đồng thời ông được thăng cấp Thiếu tá tại nhiệm. Đến ngày lễ Quốc khánh Đệ Nhị Cộng hòa 1 tháng 11 năm 1965, ông được thăng cấp Trung tá tại nhiệm.
Ngày Quốc khánh 1 tháng 11 năm 1966, ông được đặc cách thăng cấp Đại tá, vẫn đương nhiệm chức vụ Tham mưu trưởng Lữ đoàn. Tư lệnh Lữ đoàn là Thiếu tướng Lê Nguyên Khang. Sau khi Lữ đoàn Thủy quân Lục chiến được nâng lên cấp Sư đoàn (tháng 6/1968), đầu năm 1971 ông được cử giữ chức vụ Tư lệnh phó Sư đoàn và vẫn kiêm chức vụ Tham mưu trưởng của Sư đoàn.
Tháng 5 năm 1972, ông được bổ nhiệm chức vụ Tư lệnh Sư đoàn Thủy quân Lục chiến thay thế Trung tướng Lê Nguyên Khang được điều về Bộ Tổng Tham mưu giữ chức vụ Tổng thanh tra Quân lực Việt Nam Cộng hòa. Ngày Quân lực 19 tháng 6 cùng năm, ông được thăng cấp Chuẩn tướng tại nhiệm.
- Sư đoàn Thủy quân Lục chiến vào thời điểm tháng 4/1975, nhân sự của Bộ tư lệnh Sư đoàn và Bộ Chỉ huy của các Lữ đoàn được phân bổ trách nhiệm như sau:

-Tư lệnh - Thiếu tướng Bùi Thế Lân
-Tư lệnh phó - Đại tá Nguyễn Thành Trí
-Tham mưu trưởng - Đại tá Lê Đình Quế
-Chỉ huy Pháo binh - Trung tá Đặng Bá Đạt
-Lữ đoàn 147 - Đại tá Nguyễn Thế Lương
-Lữ đoàn 258 - Đại tá Nguyễn Năng Bảo
-Lữ đoàn 369 - Trung tá Nguyễn Xuân Phúc
-Lữ đoàn 468 - Đại tá Ngô Văn Định

## 1975
Ngày 1 tháng 4, ông được thăng cấp Thiếu tướng tại nhiệm.
Ngày 30 tháng 4, ông cùng gia đình di tản khỏi Việt Nam. Sau đó sang định cư tại Houston, Tiểu bang Texas, Hoa Kỳ.
Ngày 14 tháng 1 năm 2014 ông từ trần tại San Jose, Tiểu bang California, Hoa Kỳ. Hưởng thọ 82 tuổi.

## Huy chương
Tướng Lân được ân thưởng nhiều huy chương Quân sự, Dân sự và Đồng minh. Trong số huy chương Đồng minh có huy chương Legion of Merit (Degree of Commander) của Hoa Kỳ.

## Gia đình
- Thân phụ: Cụ Bùi Thế Quỳnh (nguyên là viên chức trong bộ phận Quản lý tại Phi trường Tân Sơn Nhất)
- Thân mẫu: Cụ Lê Thị Thân (1905 – 2000). Cả hai cụ mất tại Montreal, Canada
- Bào huynh: Bùi Thế Tôn, Bùi Thế Cầu (Y sĩ Trung tá VNCH)[16]
- Bào đệ: Bùi Thế Cảnh, Bùi Thế Phan
- Bào muội: Bùi Thị Út, Bùi Thị Ngưu Giang, Bùi Thị Giang Sơn
- Phu Nhân: Vũ Tuyết Khanh

Ông bà có 4 người con (1 trai, 3 gái)
Bùi Vân Khanh, Bùi Vân Trang, Bùi Vân Anh, Bùi Vĩnh Lộc